# Mesoleius nigromica
Mesoleius nigromica är en stekelart som beskrevs av Dmitriy R. Kasparyan 2001. Mesoleius nigromica ingår i släktet Mesoleius och familjen brokparasitsteklar. Arten är reproducerande i Sverige. Inga underarter finns listade i Catalogue of Life.